# Giuseppe Martelli (calciatore)
Giuseppe Martelli (Molinella, 27 aprile 1901 – Bologna, 2 luglio 1992) è stato un calciatore italiano, di ruolo attaccante.
Era conosciuto anche come Martelli I per distinguerlo dal fratello minore Gastone, anch'egli giocatore del Bologna.

## Carriera
Debutta in massima serie con il Gruppo Sportivo Bolognese nel 1919-1920, giocando con la seconda società bolognese (nel frattempo diventata Virtus G.S. Bolognese e poi Virtus Bologna) fino al campionato di Prima Divisione 1922-1923, in cui disputa 20 gare segnando un gol.
L'anno seguente passa al Bologna, con cui disputa complessivamente 115 partite segnando 19 reti in sei stagioni di Prima Divisione, diventata in seguito Divisione Nazionale. Con gli emiliani è campione d'Italia nel 1924-1925 e nel 1928-1929.
Lascia il Bologna nel 1930.

## Palmarès

### Club

#### Competizioni nazionali
- Campionato italiano: 2

Bologna: 1924-1925, 1928-1929